# Monti della Giudea
I Monti della Giudea (in ebraico הרי יהודה‎?, Harei Yehuda; in arabo جبال يهودا‎?, Jibāl Yahūdā) sono una catena montuosa fra Israele e la Cisgiordania, dove si trovano Gerusalemme e molte altre città bibliche.

## Descrizione
Le montagne raggiungono l'altezza di 1.000 m.  
Le montagne della Giudea possono essere suddivise in una serie di sub-regioni, tra cui la dorsale del Monte Ebron, la cresta di Gerusalemme e le pendici della Giudea.

## Geografia
Correndo da nord a sud, i monti della Giudea comprendono Gerusalemme, Ebron, Betlemme e Ramallah. La catena forma una divisione naturale tra le pianure costiere Shephelah a ovest e la Valle del Giordano a est. 
Le montagne della Giudea in antichità erano boscose. Le colline sono composte da terra rossa e calcare dure.

## Geologia
Le montagne sono l'espressione di superficie di una serie di pieghe monoclini che con tendenza a nord-nord-ovest attraversano il territorio.
La catena è l'espressione centrale della cinghia Arco siriana che ha avuto inizio nel tardo periodo Cretaceo nel nord-est dell'Africa e sud-ovest asiatico.
In tempi preistorici resti di animali, non sono più presenti nella regione di levante sono stati trovati qui, tra cui elefanti, rinoceronti, giraffe e il selvatico bufalo d'acqua asiatico.
La catena ha una caratteristica carsica e vi si trovano delle grotte di stalattiti tra quelle presenti nel parco nazionale di Nahal Sorek tra Gerusalemme e Bet Shemesh e nella zona circostante Ofra, dove sono stati trovati fossili di flora e fauna preistorica.